# Władysław Karoli

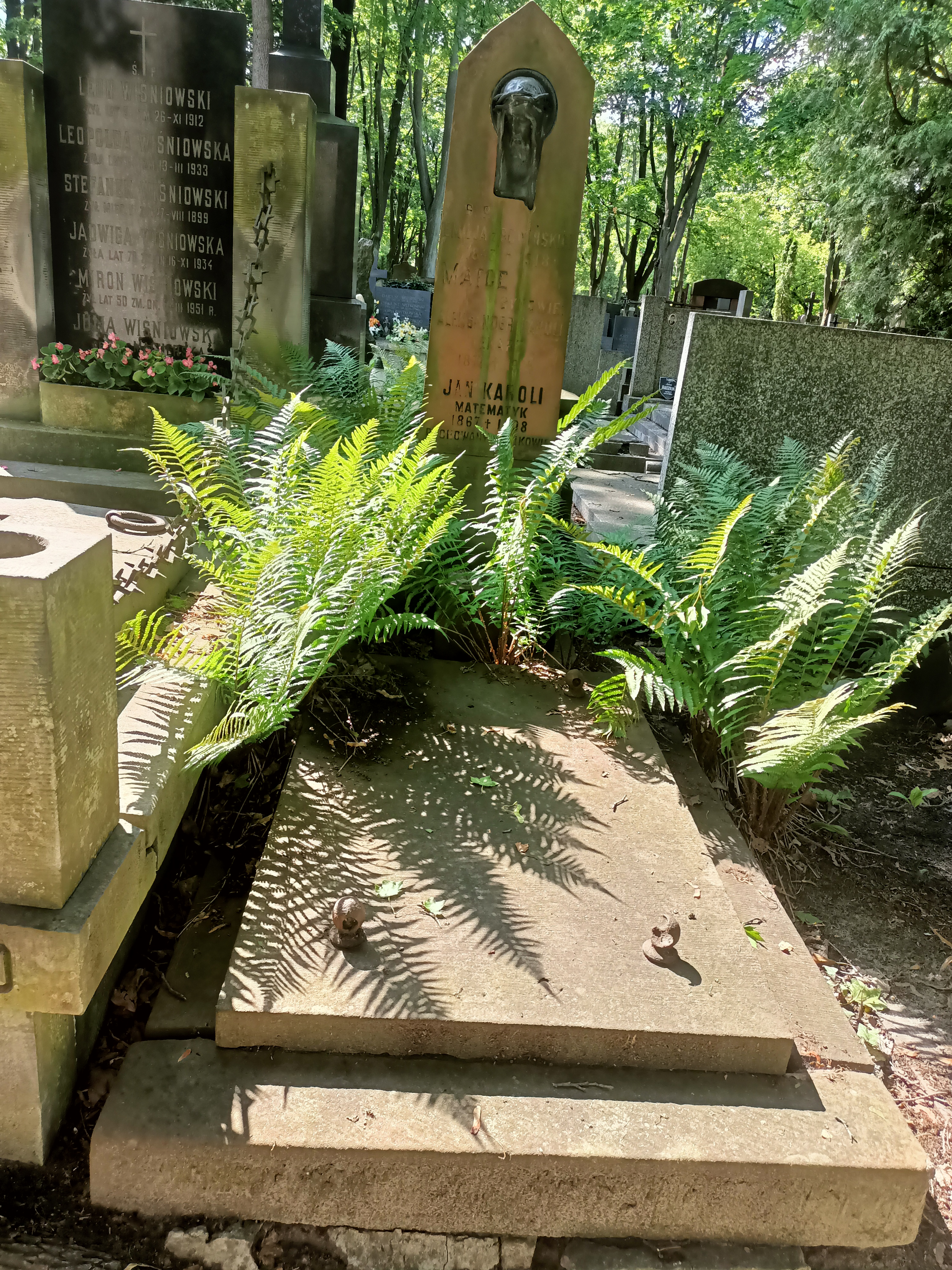
Grób Władysława Karoli na cmentarzu Powązkowskim w Warszawie

Władysław Karoli ps. Konrad Mirwicz (ur. 1869 w Warszawie, zm. 14 listopada 1913, tamże) – polski fotograf, literat, poeta i dziennikarz.
Był wnukiem fotografa i aptekarza Jana Edwarda Karoliego i synem fotografa oraz wynalazcy i popularyzatora w dziedzinie fotografii Aleksandra Karoliego. Autor licznych prac z zakresu teorii i techniki fotograficznej, za które otrzymał nagrodę na Słowiańskiej Wystawie Fotograficznej w Wieliczce, w 1903 r. Założyciel i redaktor „Kalendarza Fotograficznego” (1902–1907). Współpracował z „Tygodnikiem Polskim”, „Kurierem Niedzielnym”, „Niwami”, „Tygodnikiem Ilustrowanym”, „Wędrowcą” i innymi czasopismami.
Autor licznych utworów poetyckich i prozatorskich w tym między innymi: „Pieśń młodości” (1888 r.), „Przyszłość” (1899 r.), „Kraj mój ukochany” (1913 r.)